# 安托万·德内里亚
安托万·德内里亚（法語：Antoine Dénériaz，1976年3月6日—），法国男子高山滑雪运动员。他曾代表法国参加2002年和2006年冬季奥林匹克运动会高山滑雪比赛，获得一枚金牌。